# Jesús Tenreiro Degwitz
Jesús Tenreiro Degwitz (Valencia, Venezuela, 9 de abril de 1936 - Caracas, Venezuela, 10 de diciembre de 2007), fue un arquitecto venezolano. Figura emblemática de la arquitectura de este país, cursó la carrera de arquitectura en la Universidad Central de Venezuela. Hermano mayor del también arquitecto Óscar Tenreiro Degwitz. Durante su vida le fueron otorgados diversos reconocimientos a su obra: Premio IX Bienal Nacional de Arquitectura (1998); Premio Nacional de Arquitectura por el Conac (1991); Premio Sociedad Bolivariana de Arquitectos (1988).

## Obra
Entre sus obras se destacan:
- Abadía de Güigüe o Abadía Benedictina San José, Güigüe, Estado Carabobo (1986-1990)[1] abadía benedictina de guiguie

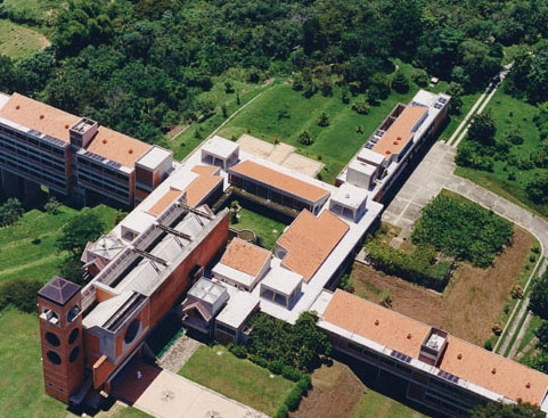
abadía benedictina de guiguie

- Edificio CVG (Corporación Venezolana de Guayana), Ciudad Guayana, Estado Bolívar (1967-1968). Construido en el sitio más alto de Ciudad Guayana. Su forma piramidal fue pensada por Tenreiro desde el principio como una forma natural de habitar un clima tropical extremo. Fue planificado para ser el primer edificio del sector Alta Vista, en el corazón de la nueva ciudad (Ciudad Guayana). La pirámide escalonada permite la interacción del interior con el exterior a través de la fachada de balcones continuos con jardines sombreados visibles desde casi todas las áreas de trabajo. Este proyecto hizo parte de la exposición "Latin America in Construction" en el Museo de Arte Moderno MoMA de Nueva York[2]
- Sede del Concejo Municipal de Barquisimeto, Barquisimeto, Estado Lara (1966-1968).
- Casa Lucca-Dragone, Caracas.